# Otok (Splitsko-dalmatinska županija)
Otok je općina Republike Hrvatske u Splitsko-dalmatinskoj županiji. Povijesno i zemljopisno nalazi se u središtu starohrvatske županije Cetine ili mlađe Cetinske krajine između zapadnih padina planine Kamešnice i srednjeg toka rijeke Cetine. Sjedište Općine je u istoimenom mjestu Otoku. Općina u dokumentima nosi i naziv Otok Dalmatinski. Prema prijedlogu njenih stanovnika, trebala bi se zvati Otok na Cetini.

## Općinska naselja
U sastavu općine je 6 naselja (stanje 2006.), to su: Gala, Korita, Otok, Ovrlja, Ruda i Udovičić.

## Zemljopisni položaj
S područjem grada Trilja Općina na jugoistoku graniči rijekama Cetinom i Rudom, Petrovim kukama (510 m), Kurlanima, Škripušom (1004 m) i Ravnom glavom (1094 m). Hrbtom Kamešnice do Glavaša (1308 m) prati hrvatsku državnu granicu s Republikom Bosnom i Hercegovinom. Na sjeveru i zapadu lukom oko Gljevačkog polja, povijesnom trasom Han - Bili Brig i rijekama Cetinom i Kosincem graniči s područjem grada Sinja s kojim dijeli i srednji tok rijeke Cetine.
Općina se sastoji od šest naselja smještenih u geografskoj zadanosti reljefa Cetinske krajine: Gala, Otok i Udovičić vodoravno prate tok rijeke Cetine, Ovrlja i Ruda orijentirani su prema svojim istoimenim pritocima, a jedino se Korita, relikt nekadašnjeg života na Kamešnici, položajem izdvajaju kao krševito mjesto u njedrima velike planine.
Kao "otok", općina je zaokružena prirodnim zemljopisnim barijerama: vodama Cetine, Rude i Kosinca s jedne te kršovitim podima Kamešnice s druge strane. Otok baš kao i Sinj ima tip hladne submediteranske klime. Zime su oštre i s obilnim padalinama,a ljeta žarka, odnosno sušna.

## Promet
Od Splita je udaljen pola sata udobne vožnje, a do prvog uključenja na autocestu ili brzu cestu oko 15 minuta. Izgradnjom sinjske zaobilaznice trasa će prolaziti blizu Otoka pa će Otok biti još bolje povezan.

## Stanovništvo

### Popis 2011.
Prema popisu stanovništva iz 2011. godine, Općina Otok ima 5474 stanovnika. Većina stanovništva su Hrvati s 99,62 %, a po vjerskom opredijeljenju većinu od 99,31 % čine pripadnici katoličke vjere.

### Popis 2001.
Općina Otok jedina je od šest jedinica lokalne samouprave proizašlih iz bivše općine Sinj koja prema popisu stanovništva iz 2001. godine bilježi rast stalnoga stanovništva u odnosu na desetljeće ranije. Tako je na području šest naselja u sastavu Općine Otok (Gala, Korita, Otok, Ovrlja, Ruda i Udovičići) u travnju 2001. obitavalo 5782 stalnih stanovnika, dok je u popisu 1991. zabilježeno njih 5428. 
Posebno je značajan podatak da uzrok porastu stanovništva nije u doseljenju novih stanovnika, nego većem broju rođenih od umrlih, čime se Općina Otok svrstava u red onih malobrojnih općina ili gradova u Hrvatskoj s pozitivnim prirodnim prirastom.
Prema Državnom zavodu za statistiku, u Općini je Otok 1991. godine živjelo 6574 žitelja (69,2 st/km2): u Otoku 3431, Rudi 1368, Gali 1087, Udovičićima 462, Ovrlji 222 i Koritima 4 stanovnika. Hrvatima se izjasnilo preko 98 %, Srbima 0,07 %, a pod "ostale" se svrstalo 1,32 %.
(Napomena: U ovom drugom dijelu teksta "žitelji" su ukupno popisani broj stanovnika, a ne stalni stanovnici, što je bitna razlika).
| broj stanovnika | 2107  | 2513  | 2693  | 3153  | 3710  | 4181  | 4363  | 4703  | 4818  | 5272  | 5426  | 5988  | 6256  | 6574  | 5782  | 5474  | 4998  |
|                 | 1857. | 1869. | 1880. | 1890. | 1900. | 1910. | 1921. | 1931. | 1948. | 1953. | 1961. | 1971. | 1981. | 1991. | 2001. | 2011. | 2021. |

| broj stanovnika | 663   | 822   | 899   | 1072  | 1273  | 1416  | 1870  | 2120  | 1917  | 2144  | 2231  | 2730  | 3061  | 3431  | 3138  | 3090  | 2807  |
|                 | 1857. | 1869. | 1880. | 1890. | 1900. | 1910. | 1921. | 1931. | 1948. | 1953. | 1961. | 1971. | 1981. | 1991. | 2001. | 2011. | 2021. |

## Povijest
Prvi tragovi života na području današnje općine Otok sežu u daleku prošlost, u prapovijesno doba (srednje brončano doba), oko 1500. godine prije Krista.

## Gospodarstvo
- HE "Orlovac" u Rudi
- Ribogojilište Ruda

U otočkoj općini je mnogo poznatih izletišta kao Ruda, Krenica, Korita i dr. uređena i prilagođena potrebama seoskog turizma, odnosno gostima. Tik uz županijsku cestu ka Sinju kod Otoka, uz izvor čiste vode, uređeno je odmorište gdje su postavljeni stolovi i klupe. Predviđene su turističke zone uz rijeke Cetinu i Rudu, rekreacijsko-turistička zona u Malim Koritima na južnim obroncima Kamešnice poviše Sinjskog polja, gdje je i izvorište zdrave pitke vode na tisuću metara nad morem. Ruda je odredište ribiča i sjedište ribogojilišta. Planira se izgradnja punionice vode. Općina Otok kolijevka je kvalitetnog domaćeg sira, ribe, mesa, povrća i dr. Izgradnja pogona za preradu povrća u Otoku pokrenuta je još prije nekoliko desetljeća. To je trebao biti pogon koji bi zaposlio oko 500 radnika te potaknuo kooperacijske odnose OPG-ova. Mještani Otoka i susjednih naselja, a na privremenom radu u inozemstvu, nudili su besplatno zemljište te oko milijuna tadašnjih njemačkih maraka.

## Znamenitosti
Svaki zavičaj nudi svoja reprezentativna mjesta življenja koja se mogu svrstati pod rubriku "zanimljivosti". Općina Otok u Cetinskoj krajini vidi svoje zanimljivosti prvenstveno u gradinama, gomilama, stećcima, grobljima, kapelama, crkvama, marginalnim i razrušenim utvrdama, starim kamenim kućama, potleušicama, stajama i mlinicama, kilometarskom suhozidu te, konačno, u živopisnoj rijeci Cetini s mnoštvom izvora, bunara i riječnih otoka. Ta "baština" traje tijekom cijele povijesti Cetinjana i njihova zavičaja.
- crkva sv. Luke u Otoku
- crkva Bezgrješnog Začeća BDM u Otoku
- Župna crkva Svih Svetih u Gali (župa Gala-Gljev)
- crkva sv. Martina u Rudi
- crkva sv. Roka u Udovičićima
- otok Gacko na Cetini
- otok Dugiš na Cetini
- otok Čanj na Cetini
- Mirine u Otoku (arh. lokalitet, 6. st.)
- Grepčine u Udovičićima (nekropola)
- Bilokapića gradina u Udovičićima
- Roknjača u Otoku
- Krenica u Gali
- Kosinac u Gali (vodoopskrbni sustav)
- bazilika u Otoku

## Poznate osobe
- Jozo Bašić, akademski kipar
- Andrija Bilokapić, franjevac i aktivist
- Šimun Bilokapić, franjevac, profesor i znanstvenik
- Jure Bitunjac, političar
- Ivan Bošković, profesor i znanstvenik
- Stipe Botica, profesor i znanstvenik
- Ivan Botica, profesor i znanstvenik
- Luka Brčić, političar
- Luka Erceg, hrvatski branitelj
- Ivan Grgat, akademski slikar
- Ivan Grgat, košarkaš
- Stipica Grgat, franjevac, glazbenik
- Ivo Jagnjić, pjevač grupe Dalmatino
- Dragutin Kamber, dijecezanski svećenik i hrv. pisac
- Ivan Katić, dijecezanski svećenik i karizmatik
- Zorica Kondža, estradna umjetnica
- Miro Laco, vojnik i političar
- Katarina Maglica, dominikanka
- Dušan Moro, franjevac, profesor i znanstvenik
- Mišo Munivrana, političar i diplomat
- Mirko Norac, general-bojnik HV-a
- Nenad Mikulić, akademski slikar
- Ivan Pavić, profesor i znanstvenik
- Stjepan Pupić Bakrač, franjevac, profesor i znanstvenik
- Ante Samardžić, bojnik HV-a i znanstvenik
- Stipan Tadić, znanstvenik
- Ante Nadomir Tadić Šutra, hrvatski pjesnik
- Mirta Škopljanac Mačina, časna sestra i glazbenik
- Luka Tomašević, franjevac, profesor i znanstvenik
- Dušan Viro, političar
- Branimir Vugdelija, glazbenik
- Ignacije Vugdelija, svećenik i intelektualac
- Marijan Vugdelija, franjevac, profesor i znanstvenik

## Obrazovanje
- Osnovna škola "Kamešnica" (os-kamesnica-otok.skole.hr)
- Područna škola Ruda
- Područna škola Udovičići
- Glazbena škola "Jakov Gotovac" Sinj, Područna škola "fra Anđelko Milanović-Litre" Otok

## Kultura
- KUD "Kamešnica" Otok
- KUD "Krenica" Gala
- Godišnji pokladni ophod mačkara podkamešničkih sela - maškare po selima i zaseocima općine Otok s višestoljetnom tradicijom
- Udruga reraša i guslara - URIG Otok

## Šport i rekreacija
- Boćarski klub Otok
- NK OSK Otok
- MNK Torcida Otok
- Hrvatsko planinarsko društvo "Kamešnica" Otok
- Lovačka udruga "Jarebica" Otok
- Športsko-ribolovna udruga "Didovina" Otok
- Kamešnica cycling team - Otok

## Vanjske poveznice
- Župa sv. Luke Evanđelista u Otoku  Arhivirana inačica izvorne stranice od 29. ožujka 2013. (Wayback Machine)
- Službena stranica općine Otok
- Glas Zagore  Arhivirana inačica izvorne stranice od 2. svibnja 2012. (Wayback Machine)
- Glasnik Sinja i cetinskog kraja  Arhivirana inačica izvorne stranice od 17. srpnja 2011. (Wayback Machine)